# Quân khu 7 Stadium
Das Quân khu 7 Stadium (7th Military Region Stadium), vietnamesisch Sân vận động Quân khu 7, ist ein Stadion in der Hoang Van Thu Straße, Tan Binh District, nahe dem Flughafen Tan-Son-Nhat, Ho-Chi-Minh-Stadt, Đông Nam Bộ, Vietnam. Es hat eine Kapazität von etwa 25.000 Plätze bei Sportveranstaltungen, bei Konzerten nur von 18.000 Plätzen. Im Stadion wurden einige Spiele der Fußball-Asienmeisterschaft 2007 und die Südostasienspiele 2003 ausgetragen. Hier spielte außerdem zwischen 2000 und 2008 der Verein Quân khu 7 F.C. und im Jahr 2015 der Hồ Chí Minh City FC. Im Jahr 2003 wurde es renoviert.